# 隆蓬
隆蓬（法語：Longpont，法語發音：[lɔ̃pɔ̃]）是法国上法蘭西大區埃纳省的一个市镇，属于苏瓦松区。

## 地理
隆蓬（49°16'22"N, 3°13'14"E）面积10.94 平方千米，位于法国上法蘭西大區埃纳省，该省份为法国北部内陆省份，北起北部省，西接索姆省和瓦兹省，东临阿登省和马恩省，西南至塞纳-马恩省，东北部与比利时接壤。
与隆蓬接壤的市镇（或旧市镇、城区）包括：绍丹、科尔西、卢阿特尔、蒙戈贝尔、圣皮埃尔艾格勒、维耶尔济、维莱埃隆。

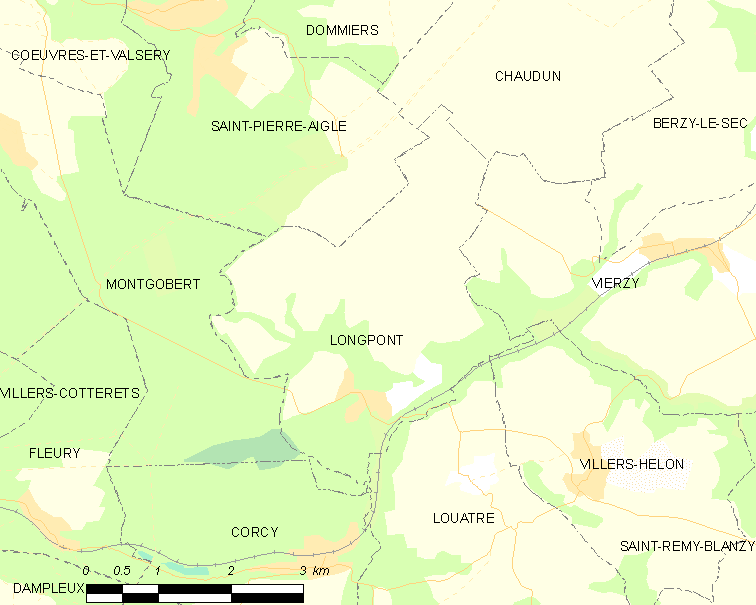
隆蓬的OSM定位图

隆蓬的时区为UTC+01:00、UTC+02:00（夏令时）。

## 行政
隆蓬的邮政编码为02600，INSEE市镇编码为02438。

## 政治
隆蓬所属的省级选区为维莱科特雷县。

## 人口

1962-2008年间隆蓬人口变化图示

隆蓬于2022年1月1日时的人口数量为237人。